# 湯山邦彦
湯山 邦彦（ゆやま くにひこ、1952年10月15日 - ）は、日本のアニメーション演出家、アニメ監督。東京都練馬区出身。東京都立武蔵丘高等学校卒。
かつて藤原鉄太郎や、ゆやまくにひこというペンネームを使っていたこともあった。

## 来歴・人物
元々漫画家に憧れ、美術大学を受験するも失敗、代々木ゼミナールの美術大学コースに入るも次第に漫画家になりたい望みが薄れ、後に美術大学進学は断念、一方で友人らとフォークソングのバンドを組んで活動していたことがあった。その傍らでいくつかのアルバイトのうちの一つとして、近所のアニメ制作スタジオで動画描きを担当した事が、アニメ業界入りのきっかけである。
その後、アニメーターとして活躍する傍ら絵コンテも任されるようになり、1978年より演出家に転向。同年の『銀河鉄道999』の第3話「タイタンの眠れる戦士」が、演出家としてのデビュー作である。キャリアの初期は、葦プロダクションで経験を重ね、1982年より総監督を務めた『魔法のプリンセス ミンキーモモ』で一躍有名に。その他の著名な監督作品に『ポケットモンスターシリーズ』（総監督）、『愛天使伝説ウェディングピーチ』など。

## 代表作

### 葦プロダクション作品
- くじらのホセフィーナ（監督・コンテ・演出（制作：葦プロダクション、国際映画社））
- ずっこけナイトドンデラマンチャ（監督・コンテ・演出（制作：葦プロダクション、国際映画社））
- 宇宙戦士バルディオス （コンテ・演出（制作：葦プロダクション、国際映画社））
- 恐竜冒険記ジュラトリッパー （監督・絵コンテ）
- 戦国魔神ゴーショーグン （演出）
- たいむとらぶるトンデケマン! （監督・絵コンテ・演出）
- 魔法のプリンセス ミンキーモモ ＜第1作・第2作＞ （総監督・絵コンテ・演出）
- マシンロボ クロノスの大逆襲（コンテ）

### スタジオぎゃろっぷ作品
- アニメ三銃士 （監督）
- キテレツ大百科 （テレビスペシャル、コンテ）
- TWD EXPRESS ROLLING TAKEOFF（OVA、監督）
- 藤子・F・不二雄アニメスペシャル SFアドベンチャー T・Pぼん （監督）

### オー・エル・エム作品
- ポケットモンスターシリーズ
  - ポケットモンスター（総監督、#1・71・264絵コンテ）
  - ポケットモンスター アドバンスジェネレーション（総監督、#1・45・155絵コンテ）
  - ポケットモンスター ダイヤモンド&パール（総監督、#9・73絵コンテ）
  - ポケットモンスター ベストウイッシュ（総監督、#1・20絵コンテ）
  - ポケットモンスター ベストウイッシュ シーズン2（総監督）
  - ポケットモンスター ベストウイッシュ シーズン2 エピソードN（総監督）
  - ポケットモンスター ベストウイッシュ シーズン2 デコロラアドベンチャー（総監督）
  - ポケットモンスター XY（総監督）
  - ポケットモンスター XY&Z（総監督）
  - ポケットモンスター サン&ムーン（総監督）
  - ポケットモンスター (2019年のアニメ)（クリエイティブスーパーバイザー、絵コンテ）
  - ポケットモンスター 遥かなる青い空（ストーリー原案・監督・絵コンテ）
  - ポケットモンスター めざせポケモンマスター（総監督）
  - ポケットモンスター (2023年のアニメ)（「テラパゴスのキラキラ探検記」#2絵コンテ）
  - 劇場版ポケットモンスター各作品（監督、絵コンテ、アニメーションスーパーバイザー）[注 2]
- 愛天使伝説ウェディングピーチ （監督、絵コンテ）
- ルドルフとイッパイアッテナ（監督[注 3]、絵コンテ）
- ぷにるんず（総監督[5]）
- 最強王図鑑シリーズ
  - 最強王図鑑 〜The Ultimate Battles〜（総監督）
  - 最強王図鑑 〜The Ultimate Tournament〜（総監督）

### パステル作品
- スローステップ （監督）
- うしおととら （監督）
- 剣勇伝説YAIBA （総監督・コンテ）

### カナメプロダクション作品
- プラレス3四郎 （チーフディレクター・コンテ・演出）
- 幻夢戦記レダ （監督）
- ウインダリア （監督）

### タツノコプロ作品
- 一発貫太くん （原動画）
- ゼンダマン （演出）
- ヤットデタマン （演出）
- とんでも戦士ムテキング （演出）
- ゴールドライタン （演出）
- 未来警察ウラシマン （演出）

### 土田プロダクション作品
- さすがの猿飛（コンテ）
- らんぽう（コンテ）

### ぴえろ作品
- 新きまぐれオレンジ☆ロード そして、あの夏のはじまり （監督・絵コンテ）
- チックンタックン （コンテ・演出）

### J.C.STAFF作品
- アップフェルラント物語 （監督）
- スレイヤーズ （劇場版、第2作目と第3作目の劇場版作品総監督）

### その他アニメ
- 銀河鉄道999（絵コンテ・演出）
- 名探偵ホームズ （コンテ）
- めぞん一刻 （絵コンテ）

### 特撮
- ケータイ捜査官7（監督）

### 絵本
- ポケモンえほん 29 - ナゾノクサのかくれんぼ （文、絵：こみやトモカズ 1998.3 ISBN 409728729X）